# Lista tomów serii Detektyw Conan (1–30)
Detektyw Conan (jap. 名探偵 コナン Meitantei Conan) – japońska detektywistyczna manga napisana i zilustrowana przez Gōshō Aoyama. W Japonii zostały one opublikowane w czasopiśmie Shūkan Shōnen Sunday wydawnictwa Shōgakukan od 19 stycznia 1994 roku. Od swojej premiery opublikowano w Japonii ponad 950 rozdziałów serii. Opublikowane rozdziały zostały zebrane w tomach tankōbon. Pierwszy tom został wydany 18 czerwca 1994 roku. Poniżej znajduje się lista rozdziałów i tomów (1–30) mangi Detektyw Conan.

## Lista tomów
| 1. "The Modern Day Holmes" (jap. 平成のホームズ Heisei no Hōmuzu) 2. "The Great Detective Turned Small" (jap. 小さくなった名探偵 Chiisaku natta na tantei) 3. "The Unwelcomed Great Detective" (jap. 仲間はずれの名探偵 Nakama Hazure no Meitantei) 4. "The Sixth Smokestack" (jap. 6本目の煙突 Ropponme no entotsu) 5. "The Other Perpetrator" (jap. もう一人の犯人 Mōhitori no han'nin) | 1. "From Third-Rate to Great Detective" (jap. 迷探偵を名探偵に Tantei o mei tantei ni) 2. "The Bloody Case of the Lovely Pop Idol" (jap. 血ぬられたアイドル Chi nurareta aidoru) 3. "Resemblance" (jap. あなたに似た人 Anata ni nita hito) 4. "An Unfortunate Misunderstanding" (jap. 不幸な誤解 Fukō na gokai) |

| 1. "A Lucrative Tailing Job" (jap. 割のいい尾行 Wari no ii bikō) 2. "The Perfect Alibi" (jap. 完璧なアリバイ Kanpeki na aribai) 3. "The Photo Speaks" (jap. 写真は語る Shashin wa kataru) 4. "The Missing Man" (jap. 行方不明の男 Yukue fumei no otoko) 5. "The Poor Girl" (jap. かわいそうな少女 Kawaisō na shōjo) | 1. "Follow The Big Man!" (jap. 大男を追え! Ō otoko o oe!) 2. "A Devilish Woman" (jap. 悪魔のような女 Akuma no yō na onna) 3. "Mansion of Horror" (jap. 恐怖の館 Kyōfu no yakata) 4. "Disappearing Children" (jap. 消える子供達 Kieru kodomo-tachi) 5. "Nightmare in the Basement" (jap. 地下室の悪夢 Chikashitsu no akumu) |

| 1. "The Hatamoto Family" (jap. 籏本家の一族 Hatamoto-ke no ichizoku) 2. "The Secret of the Locked Room" (jap. 密室の秘密 Misshitsu no himitsu) 3. "The Location of the Inheritance" (jap. 遺産の行方 Isan no yukue) 4. "Family Massacre" (jap. 一族抹殺 Ichizoku Massatsu) 5. "Trap-Springer In The Dark" (jap. 暗闇の仕掛人 Kurayami no shikake hito) | 1. "Unattainable Dream" (jap. かなわぬ夢 Kanawanu yume) 2. "Curious Presents" (jap. 奇妙な贈り物 Kimyō na okurimono) 3. "The Same Person" (jap. 同一人物 Dōitsujinbutsu) 4. "The Mystery Of August 3rd" (jap. 8月3日の謎 8-gatsu 3-nichi no nazo) 5. "Safe Before Your Eyes" (jap. 眼前セーフ Ganzen sēfu) |

| 1. "The Armored Knight" (jap. 甲冑の騎士 Katchū no kishi) 2. "Dying Message" (jap. ダイイング・メッセージ Daiingu messēji) 3. "The Pen That Cannot Write" (jap. 書けないペン Kakukenai pen) 4. "Running Into The Two" (jap. はちあわせた二人組 Hachiawaseta futarigumi) 5. "The Four In The Green Car" (jap. グリーン車の四人 Gurīn-sha no yonin) | 1. "The Last 10 Seconds Of Terror" (jap. ラスト10秒の恐怖 Rasuto 10-byō no kyōfu) 2. "Code Sheet Obtained!" (jap. 暗号表入手!! Angō-hyō nyūshu!!) 3. "The ABC's of Deciphering" (jap. 暗号解読のABC Angō kaidoku no ABC) 4. "The Answer and Another Answer" (jap. 答えもうひとつの答 Kotae to mō hitotsu no kotae) 5. "The Glowing Fish's True Form" (jap. 光る魚の正体 Hikaru sakana no shōtai) |

| 1. "The Mysterious... Bandaged Man" (jap. 怪人...包帯の男 Kaijin... Hōtai no otoko) 2. "The First Victim!" (jap. 第一の犠牲者! Daiichi no gisei-sha!) 3. "Ran's In Trouble!" (jap. 蘭ピンチ! Ran pinchi!) 4. "The Attack In The Dark!" (jap. 暗闇の襲撃! Kurayami no shūgeki!) 5. "The Identity Of The Murderer!" (jap. 殺人鬼の正体! Satsujinki no shōtai!) 6. "The Karaoke Killer!" (jap. カラオケ殺人! Karaoke satsujin!) | 1. "Suicide Or Homicide?" (jap. 自殺か他殺か? Jisatsu ka tasatsu ka?) 2. "The Mystery Hidden In The Song" (jap. 歌に秘められた謎 Uta ni himerareta nazo) 3. "How Lives Cross..." (jap. すれちがい... Surechigai...) 4. "An Unfamiliar Visitor" (jap. 見知らぬ来訪者。 Mishiranu raihō-sha.) 5. "Escape And Pursuit" (jap. 脱出そして追跡。 Dasshutsu soshite tsuiseki.) |

| 1. "The Truth Under The Mask" (jap. 仮面の下の真実 Kamen no shita no shinjitsu) 2. "Three Visitors?" (jap. 三人の訪問客? San'nin no hōmon kyaku?) 3. "Alibis Of The Three" (jap. 三人のアリバイ San'nin no aribai) 4. "Answering Machine Mystery" (jap. 留守番電話の謎 Rusuban denwa no nazo) 5. "Words On The Chest" (jap. タンスの言葉 Tansu no kotoba) | 1. "Formation! The Detective Boys" (jap. 結成!少年探偵団 Kessei! Shōnen tantei-dan) 2. "Mysterious Brothers" (jap. ナゾの兄弟 Nazo no kyōdai) 3. "Moving Corpse Mystery" (jap. 動く死体の謎 Ugoku shitai no nazo) 4. "Festival Night" (jap. 祭りの夜 Matsuri no Yoru) 5. "A Perfect Alibi?!" (jap. アリバイは完璧!? Aribai wa kanpeki!?) |

| 1. "The Photo Trap" (jap. 写真のワナ Shashin no wana) 2. "The Invitation To Tsukikage Island" (jap. 月影島への招待状 Tsukikage-jima e no jōtaijō) 3. "The Piano's Curse" (jap. ピアノの呪い Piano no noroi) 4. "Left-Behind Music" (jap. 残された楽譜 Nokosareta gakufu) 5. "The Hellfire Secret" (jap. 業火の秘密 Gōka no himitsu) | 1. "Blood-Stained Button" (jap. 血染めのボタン Chizome no botan) 2. "The Secret Of The Name!" (jap. 名前の秘密!! Namae no himitsu!!) 3. "Shinichi's Sweetheart!" (jap. 新一の恋人!! Shin'ichi no koibito!!) 4. "Great Detective Ran?!" (jap. 名探偵蘭!? Meitantei Ran!?) 5. "A Time Limit On Life?!" (jap. 命の時間切れ!? Inochi no jikangire!?) |

| 1. "Found at Last!" (jap. ついに見つけた!! "Tsui ni mitsuketa!!) 2. "Night Baron" (jap. 闇の男爵 Naito Baron) 3. "The Virus Of Fear" (jap. 恐怖のウイルス Kyōfu no uirusu) 4. "Underneath the Mask" (jap. 仮面の下 Kamen no shita) 5. "Ran's Tears" (jap. 蘭の涙 Ran no namida) | 1. "The Wind's Trick!?" (jap. 風のいたずら!? Kaze no itazura!?) 2. "Secret Of The Spot Of The Fall" (jap. 落下地点の秘密 Rakka chiten no himitsu) 3. "The Bride's Tragedy" (jap. 花嫁の悲劇 Hanayome no higeki) 4. "The Forbidden Lemon Tea!?" (jap. 禁断のレモンティー!? Kindan no remon tī!?) 5. "A Reason to Kill" (jap. 殺しの理由 Koroshi no riyū) |

| 1. "A Dangerous Game Of Hide-And-Seek" (jap. 危ないかくれんぼ Abunai kakurenbo) 2. "Follow The Voice!" (jap. 声を追え!! Koe o oe!!) 3. "What! Really?!" (jap. えっ!本当!? Ē! hontō!?) 4. "Kogoro's Class Reunion" (jap. 小五郎の同窓会 Kogorō no dōsō-kai) 5. "An Unexpected Hint" (jap. 意外なヒント Igai na hinto) | 1. "The Two Benkei Standing Deaths" (jap. 弁慶の仁王立ち Benkei no niōdachi) 2. "Choosing A Groom" (jap. 花婿選び Hanamuko Erabi) 3. "The Encroching Shadow" (jap. 忍び寄る影 Shinobi yoru kage) 4. "Another Body..." (jap. 死体がもうひとつ... Shitai ga mō hitotsu...) 5. "Random Murder?!" (jap. 無差別殺人!? Musabetsu satsujin!?) |

| 1. "The Water Time-Difference Trick" (jap. 水の時間差トリック Mizu no jikan-sa torikku) 2. "The Great Detective Of The West" (jap. 西の名探偵 Nishi no meitantei) 3. "Double Reasoning" (jap. 二人の推理 Daburu no Suiri) 4. "The Great Detective Of The East...?!" (jap. 東の名探偵...!? Higashi no meitantei...!?) 5. "The Great Detective Of The East Appears?!" (jap. 東の名探偵現る!? Higashi no meitantei arawaru!?) | 1. "A Burning Body" (jap. 熱いからだ Atsui karada) 2. "A Psychopath Prowls" (jap. 忍び寄る殺人鬼 Shinobi yoru satsujinki) 3. "An Additional Person" (jap. もう一人の乗客 Mō hitotsu no jōkyaku) 4. "Snowstorm Tragedy" (jap. 吹雪が呼んだ惨劇 Fubuki ga yonda sangeki) 5. "The Last Words" (jap. 最後の言葉 Saigo no kotoba) |

| 1. "A Table Cloth that Talked" (jap. 話すテーブルクロス Hanasu tēburu kurosu) 2. "A Death During a Live Broadcast" (jap. 生放送中の死 Namahōsō-chū no shi) 3. "Illusionary Road" (jap. 幻の道 Maboroshi no michi) 4. "Flash News" (jap. 緊急推理ショー Kinkyū suiri shō) 5. "An Important Person?!" (jap. 大事な人!? Daiji na hito!?) | 1. "The Weapon Of The Crime" (jap. 凶器のありか Kyōki no arika) 2. "The Two Mysteries" (jap. 二つの謎 Futatsu no nazo) 3. "The Fasting Room" (jap. 修行の間 Shugyō no ma) 4. "The Sakura Blossoms and the Hole in the Wall" (jap. 桜と壁の穴 Sakura to kabe no ana) 5. "The Power Of Levitation" (jap. 宙に浮く力 Chū ni uku chikara) |

| 1. "Professor. Agasa's Treasure Box" (jap. 博士の宝箱 Hakase no takarabako) 2. "The Black Sun" (jap. 黒い太陽 Kuroi taiyō) 3. "The Truth About the Treasure" (jap. 宝の正体 Takara no shōtai) 4. "An Unexpected Meeting" (jap. 突然の遭遇 Totsuzen no sōgū) 5. "The Whereabout of the Bomb" (jap. 爆弾の行方 Bakudan no yukue) | 1. "Conan's Mistake" (jap. コナンの誤算 Konan no gosan) 2. "The Meeting at Microft" (jap. マイクロフトでの集い Maikurofuto de no tsudoi) 3. "The Woman Who Knew Too Much" (jap. 知りすぎていた女 Shirisugiteita onna) 4. "The Mysterious Explosion" (jap. ナゾの爆発 Nazo no bakuhatsu) 5. "The Lie is Revealed" (jap. 見破られたウソ Miyaburareta uso) |

| 1. "The Revalation" (jap. 本当の姿 Hontō no sugata) 2. "The Witnesses Are...?!" (jap. 目撃者は...!? Mokugekisha wa...!?) 3. "The Triplets" (jap. 三つ子の容疑者 Mitsugo no yōgisha) 4. "A Really Sad Brothership" (jap. 哀しき兄弟の絆 Kanashiki kyōdai no kizuna) 5. "The Falling Body" (jap. 落ちる死体 Ochiru shitai) | 1. "A Suspicious Suicide" (jap. 疑惑の自殺 Giwaku no jisatsu) 2. "Flowers And Butterfly" (jap. 花と蝶 Hana to chō) 3. "The Runaway" (jap. 逃亡者 Tōbōsha) 4. "The Tragedy Of The Monster Gomera" (jap. 怪獣ゴメラの悲劇 Kaijū Gomera no higeki) 5. "A Silhouette Which Disappear" (jap. 去りゆく後ろ姿 Sari yuku ushiro sugata) |

| 1. "Found the Picture!" (jap. 写真があった!! Shashin ga atta!!) 2. "The Telephone's Number" (jap. 電話の数字 Denwa no Sūji) 3. "The Case is Just Beginning?!" (jap. 事件はこれから!? Jiken wa kore kara!?) 4. "Question In Dead Leaves" (jap. 落葉の中の尋問 Rakuyō no naka no jinmon) 5. "In The Mother's Chest?!" (jap. 母さんの胸の中!? Kaa-san no mune no naka!?) | 1. "Conan Grin..." (jap. コナンの笑み... Konan no emi...) 2. "Yukiko Grin..." (jap. 有希子の笑み... Yukiko no emi...) 3. "One More Person..." (jap. もう一人の... Mō hitori no...) 4. "Unexpected Crew" (jap. 奇妙な集まり Kimyō no atsumari) 5. "The Last Guest" (jap. 最後の客 Saigo no kyaku) |

| 1. "Gone?!" (jap. ない!? Nai!?) 2. "The Disappearing Rope" (jap. 消えた凶器 Kieta kyōki) 3. "Truth From Tears" (jap. 涙で語る真実 Namida de kataru shinjitsu) 4. "Their Voices Are Alike!?" (jap. 声が似てる!? Koe ga niteru!?) 5. "What They Are After..." (jap. 狙うは... Nerau wa...) | 1. "A Duet?!" (jap. デュエット!? Dyuetto!?) 2. "Licking His Finger?!" (jap. 指をペロッ!? Yubi o perō!?) 3. "She Used Magic?!" (jap. 魔法を使った!? Mahō o tsukatta!?) 4. "A Devil's Calling" (jap. 悪魔の呼び声 Akuma no yobigoe) 5. "The Blood-Stained Bandage" (jap. 血染めの包帯 Chizome no hōtai) |

| 1. "White Murder" (jap. 白き殺人者 Shiroki satsujin-sha) 2. "Truth of the Telephone" (jap. 真実の電話 Shinjitsu no denwa) 3. "Bonds of Flame" (jap. 炎の絆 Honō no kizuna) 4. "The School's Mystery" (jap. 学校の不思議 Gakkō no fushigi) 5. "Someone's There?!" (jap. 誰かいる!? Dareka iru!?) | 1. "Chance Meeting" (jap. 邂逅 Kaikō) 2. "Annihilation" (jap. 消滅 Shōmetsu) 3. "Presence" (jap. 気配 Kehai) 4. "Finale" (jap. 終極 Shūkyoku) 5. "The Machination of the Potter" (jap. 陶芸家達の企み Tōgeika-tachi no takurami) |

| 1. "The Unmoving Evidence" (jap. 動かぬ証拠 Ugokanu shōko) 2. "Killed by a Sound?!" (jap. 音で殺す!? Oto de korosu!?) 3. "Three Puzzled Tricks" (jap. 三つの謀 Mittsu no hakarigoto) 4. "Lost Weapon" (jap. 逃げた凶器 Nigeta kyōki) 5. "Who Could I Forget It" (jap. 忘れちゃいない Wasurechainai) | 1. "What Should We Do?!" (jap. どうしよう!? Dōshyō!?) 2. "The Cuckoo Clock..." (jap. 時計が... Tokei ga...) 3. "The Demon Appears?!" (jap. 鬼が出た!? Oni ga deta!?) 4. "L・N・R" 5. "The Actors Gathered" (jap. 役者が揃った Yakusha ga sorotta) |

| 1. "It Must Be Similar..." (jap. 同じはずなのに... Onaji hazu na no ni) 2. "Two Rooms" (jap. 二つの部屋 Futatsu no heya) 3. "First Love..." (jap. 初恋の人... Hatsukoi no hito...) 4. "The Burning Truth" (jap. 燃える真実 Moeru shinjitsu) 5. "Unlock Your Heart?!" (jap. 心は開く!? Kokoro wa hiraku!?) | 1. "The New Student..." (jap. 転校生は... Tenkōsei wa...) 2. "The Lady In Black" (jap. 黒ずくめの女 Kurozukume no onna) 3. "Code Name Sherry" (jap. コードネーム・シェリー Kōdo Nēmu Sherī) 4. "The Girl Made Of Lies" (jap. 偽りの少女 Itsuwari no shōjo) 5. "Checkmate" (jap. チェックメイト Chekkumeito) |

| 1. "Why" (jap. どうして... Dōshite....) 2. "The Writer that Disappeared" (jap. 蒸発した文士 Jōhatsu shita bunshi) 3. "Climax of Half" (jap. ½の頂点 Nibun no ichi no chōten) 4. "In France..." (jap. フランスにて... Furansu nite...) 5. "The Living City" (jap. 食いだおれの街 Kuida ore no machi) | 1. "The Fourth Wallet" (jap. 四人目の財布 Yoninme no saifu) 2. "In The Wallet" (jap. 財布の中の... Saifu no naka no...) 3. "The Secret of the Driving License" (jap. 免許証の秘密 Menkyoshō no himitsu) 4. "The Endangered Ball" (jap. 狙われたボール Nerareta bōru) 5. "The 56 Thousand Hostages" (jap. 5万6千人の人質 Goman-rokusen'nin no hitojichi) |

| 1. "The Eye From Far Away" (jap. 遠くからの眼 Τōku kara no me) 2. "Run Away" (jap. 逃げろ! Nigero!) 3. "In The Middle Of The Snow" (jap. 雪原の中で... Setsugen no naka de...) 4. "Suspect Behaviors" (jap. 怪しい動き Ayashii ugoki) 5. "Search" (jap. 探索 Tansaku) | 1. "From The Sky" (jap. 発露 Hatsuro) 2. "Goodbye..." (jap. サヨナラ... Sayonara...) 3. "Tangible Proof" (jap. 証拠が見える Shōko ga mieru) 4. "Sisterly Love..." (jap. 姉思い... Ane omoi...) 5. "Invitation To An Isolated Castle" (jap. 孤城ヘの誘い Kojō e no izanai) |

| 1. "And Again" (jap. そしてまた... Soshite mata...) 2. "Countdown" (jap. カウントダウン Kauntodaun) 3. "Ivory Tower" (jap. 象牙の塔 Sōge no tō) 4. "The Initial Call" (jap. 最初の挨拶 Saisho no aisatsu) 5. "Midair Sealed Chanber" (jap. 大空の密室 Ōzora no misshitsu) 6. "The Last Trump Card" (jap. 最後の切り札 Saigo no kirifuda) | 1. "Hidden Within The Depth Of The Heart" (jap. 胸に秘めて... Mune ni himete...) 2. "The Sakurada Gate" (jap. 桜田門の変!? Sakurada-mon no hen!?) 3. "The Inspector Leads The Investigation" (jap. 警部の推理 Keibu no suiri) 4. "An Unexpected Rival" (jap. 意外な敵 Igai na teki) 5. "A Nice Day In Tokyo" (jap. 東京日和 Tōkyō biyori) |

| 1. "Uneasiness" (jap. おそろいや Osoroiya) 2. "The Evidence" (jap. 証拠は... Shōko wa...) 3. "The Last Laugh" (jap. かかった獲物 Kakatta emono) 4. "The Northbound Train" (jap. 北斗星 Hokutosei) 5. "Search The Train" (jap. 馬脚を露わす!? Bakyaku o arawasu!?) | 1. "to be continued..." 2. "The Last Station" (jap. 終着駅 Shūchakueki) 3. "Go On, Sonoko!" (jap. それゆけ園子 Sore yuke Sonoko) 4. "The Sleeping Beauty" (jap. 眠り姫 Nemuri hime) 5. "The Prince With A Kick" (jap. 蹴撃の貴公子 Shūgeki no kikōshi) |

| 1. "The Last Movie" (jap. チネ・チッタ Chine Citta) 2. "The Truth In The Mirror" (jap. 鏡の中の真実 Kagami no naka no shinjitsu) 3. "Dreamland" (jap. 夢の場所 Yume no basho) 4. "Gray Planner" (jap. 影の計画師 Kage no keikakushi) 5. "The Motive Thickens" (jap. 殺意は燃えて... Satsui wa moete...) | 1. "The Unintentional Target" (jap. 意外な標的 Igai na hyōteki) 2. "Disappearing Among The Waves" (jap. 波涛に消ゆ... Hatō ni kiyu...) 3. "This Is The Truth" (jap. これが真実 Kore ga shinjitsu) 4. "The Witness Survived" (jap. 証人生還 Shōnin seikan) 5. "Investigation Begins!" (jap. 捜査開始!! Sōsa kaishi!!) |

| 1. "Finding Evidence" (jap. 現場検証 Genba kenshō) 2. "Count Down" (jap. カウントダウン Kauntodaun) 3. "Another Half Year" (jap. あと半年... Ato hantoshi...) 4. "In the Dark" (jap. 闇の中... Yami no naka...) 5. "The Unbelievable Link" (jap. 信じられぬ接点 Shinjirarenu setten) 6. "From the Bottom of Heart" (jap. 最後の心 Saigo no kokoro) | 1. "The Secret Corner of Betrayal" (jap. 裏切りの街角 Uragiri no machikado) 2. "The Black Burial Ranks" (jap. 漆黒の葬列 Shikkoku no sōretsu) 3. "The Sudden Parting" (jap. 突然の別れ Totsuzen no wakare) 4. "The Bullet from the Past" (jap. 過去からの銃弾 Kako kara no jūdan) 5. "The White World" (jap. 白の世界 Shiro no sekai) |

| 1. "Not Like the Rest" (jap. 仲間外れ!? Nakama hazure!?) 2. "The Victim Doesn't Talk" (jap. 死者は語らず Shisha wa katarazu) 3. "The Expiramental Words" (jap. 手探りの言葉 Tesaguri no kotoba) 4. "The Spider Mansion" (jap. 蜘蛛屋敷 Kumo yashiki) 5. "Seen Horror" (jap. 恐怖を見た Kyōfu o mita) 6. "Heiji's Cry" (jap. 平次の叫び Heiji no sakebi) | 1. "Heiji's Anger" (jap. 平次の怒り "Heiji no ikari) 2. "Unable to Speak" (jap. 言葉にできない Kotoba ni dekinai) 3. "Mistaken Detectives" (jap. 手負いの探偵団 Teoi no tantei-dan) 4. "Ethusiastic Detectives" (jap. 心強き名探偵達 Kokoro-zuyoki meitantei-tachi) 5. "One's Trust" (jap. 一つの確信 Hitotsu no kakushin) |

| 1. "An Infatuated Heart" (jap. 迷える心 Mayoeru kokoro) 2. "The Intruder's Sudden Arrival" (jap. 突然の侵入者 Totsuzen no shin'nyūsha) 3. "Concealed Truth" (jap. 覆われた真実 Ōwareta Shinjitsu) 4. "Revival Under The Threat Of Death" (jap. 命懸けの復活 Inochigake no fukkatsu) 5. "Momentary Rest" (jap. 束の間の休息 Tsuka no ma no kyūsoku") | 1. "A Tranquil Time" (jap. 穏やかな時間 Odayaka na jikan) 2. "The Memorable Place" (jap. 思い出の場所 Omoide no basho) 3. "Music Strings" (jap. 琴線に触れた!? Kinsen ni fureta!?) 4. "The Vanishing Sound" (jap. 消えた音 Kieta oto) 5. "Spring Has Come" (jap. 春よ来い? Haru yo koi?) |

| 1. "A Taste Of One's Own Medicine" (jap. 身から出た錆 Mi kara deta sabi) 2. "An Important Witness" (jap. 重要参考人 Jūyō sankōnin) 3. "Unwavering Resolve" (jap. 思い切って... Omoikitte...) 4. "The Witness from 18 Years Ago" (jap. 18年前の男 Jū-hachi-nen mae no otoko) 5. "The Imprisoned Policeman" (jap. 囚われた刑事 Torawareta keiji) | 1. "Time's Up" (jap. 時効成立 Taimu rimitto) 2. "Game Start" (jap. 試合開始 Gēmu sutāto) 3. "TTX..." 4. "Game Over" (jap. 試合終了 Gēmu Ōbā) 5. "Stuck On The Same Boat" (jap. 呉越同舟 Goetsu dōshū) |

| 1. "The Shrunken Target" (jap. 小さな標的 Chiisana hyōteki) 2. "True Motive" (jap. 殺意の真意 Satsui no shin'i) 3. "A Lying Client" (jap. 偽りの人 Itsuwari no hito) 4. "The Evidence Held" (jap. 一握りの証拠 Hitonigiri no shōko) 5. "The Horrifying Woman" (jap. 恐怖の女 Kyōfu no onna) 6. "The Mermaid's Curse" (jap. 人魚の呪い? Ningyo no noroi?) | 1. "The Elder's Prophecy" (jap. 命様の予言 Mikoto-sama no yogen) 2. "The Devil's Arrow" (jap. 悪魔の矢 Akuma no ya) 3. "The Last Arrow" (jap. 最後の一矢 Saigo no hito ya) 4. "Uncompensated Heart" (jap. 報われぬ心 Mukuwarenu kokoro) 5. "The Buried Secret" (jap. 閉ざされた秘密 Tozasareta himitsu) |

| 1. "The Suspicion" (jap. 小さな違和感 Chiisana iwakan) 2. "An Unexpected Motive" (jap. 意外な理由 Igai na riyū) 3. "The Invisible Fear" (jap. 見えない恐怖 Mienai kyōfu) 4. "Danger Signal" (jap. 危険信号 Kiken shingō) 5. "Concealed Beneath The Truth" (jap. 白日の下の潜伏 Hakujitsu no moto no senpuku) 6. "The Dog Lovers Case" (jap. 愛犬家たち Aikenka-tachi) | 1. "A Tiny Trace" (jap. わずかな足跡 Wazuka na ashiato) 2. "The Disappeared Evidence" (jap. 消えなかった証拠 Kienakatta shōko) 3. "K3" (jap. Kスリー Kē Surī) 4. "The Last Possibility" (jap. 最後の可能性 "Saigo no kanōsei) 5. "Red Card" (jap. レッドカード Reddo Kādo) |

| 1. "Straight Ball Match" (jap. 直球勝負 Chokkyū shōbu) 2. "The Open Closed Arena" (jap. 開かれた密室 Hirakareta misshitsu) 3. "Time Trap" (jap. 時間差の罠 Jikansa no wana) 4. "The Meeting" (jap. 糾合 Kyūgō) 5. "Tragedy" (jap. 惨劇 Torajidi) 6. "Murder" (jap. 密殺 Missatsu) | 1. "Sting" (jap. 誑欺 Sutingu) 2. "Genta's Misfortune" (jap. 元太の災難 Genta no sainan) 3. "Genta's Trap" (jap. 元太の罠 Genta no wana) 4. "On the Bottom" (jap. そこには... Soko ni wa...) 5. "Surrounded By Hints" (jap. 手がかり包囲網 Tegakari hōimō) |